# روژه بوفران
روژه بوفران (فرانسوی: Roger Beaufrand‎; ۲۵ سپتامبر ۱۹۰۸ – ۱۴ مارس ۲۰۰۷) دوچرخه‌سوار اهل فرانسه بود.
وی همچنین برندهٔ جوایزی همچون لژیون دونور شده‌است.
وی در مسابقات کشوری و بین‌المللی در مجموع برندهٔ ۱ مدال طلا شده‌است.